# U-111 (tàu ngầm Đức) (1940)
U-111 là một tàu ngầm tuần dương  Lớp Type IX thuộc phân lớp Type IXB được Hải quân Đức Quốc Xã chế tạo trong Chiến tranh Thế giới thứ hai. Nhập biên chế năm 1940, nó chỉ kịp thực hiện được hai chuyến tuần tra, đánh chìm được bốn tàu buôn với tổng tải trọng 24.176 GRT, đồng thời gây hư hại cho một tàu buôn khác tải trọng 13.037 GRT. Trong chuyến tuần tra thứ hai trong Đại Tây Dương, sau khi bị hư hại do va chạm với một tàu ngầm Hải quân Hoàng gia Anh, U-111 bị một tàu tàu đánh cá vũ trang Anh đánh chìm về phía Tây Nam Tenerife vào ngày 4 tháng 10, 1941.

## Thiết kế và chế tạo

### Thiết kế
Thiết kế của tàu ngầm Type IXB là phiên bản nâng cấp nhỏ từ Type IXA, tăng thêm trữ lượng nhiên liệu để kéo dài tầm xa hoạt động. Chúng có trọng lượng choán nước 1.051 t (1.034 tấn Anh) khi nổi và 1.178 t (1.159 tấn Anh) khi lặn. Con tàu có chiều dài chung 76,50 m (251 ft 0 in), lớp vỏ trong chịu áp lực dài 58,75 m (192 ft 9 in), mạn tàu rộng 6,51 m (21 ft 4 in), chiều cao 9,60 m (31 ft 6 in) và mớn nước 4,70 m (15 ft 5 in).
Chúng trang bị hai động cơ diesel MAN M 9 V 40/46 siêu tăng áp 9-xy lanh 4 thì, tổng công suất 4.400 PS (3.200 kW; 4.300 bhp), dẫn động hai trục chân vịt đường kính 1,92 m (6,3 ft), cho phép đạt tốc độ tối đa 18,2 kn (33,7 km/h), và tầm hoạt động tối đa 12.000 nmi (22.000 km) khi đi tốc độ đường trường 10 kn (19 km/h). Khi đi ngầm dưới nước, chúng sử dụng hai động cơ/máy phát điện Siemens-Schuckert 2 GU 345/34 tổng công suất 1.000 PS (740 kW; 990 shp). Tốc độ tối đa khi lặn là 7,3 kn (13,5 km/h), và tầm hoạt động 64 nmi (119 km) ở tốc độ 4 kn (7,4 km/h). Con tàu có khả năng lặn sâu đến 230 m (750 ft).
Vũ khí trang bị có sáu ống phóng ngư lôi 53,3 cm (21 in), bao gồm bốn ống trước mũi và hai ống phía đuôi, và mang theo tổng cộng 22 quả ngư lôi 53,3 cm (21 in). Tàu ngầm Type IX trang bị một hải pháo 10,5 cm (4,1 in) SK C/32 với 110 quả đạn, một pháo phòng không 3,7 cm (1,5 in) SK C/30 và hai pháo phòng không 2 cm (0,79 in) C/30. Thủy thủ đoàn bao gồm 4 sĩ quan và 44 thủy thủ.

### Chế tạo
U-111 được đặt hàng vào ngày 8 tháng 8, 1939, và được đặt lườn tại xưởng tàu AG Weser của hãng DeSchiMAG ở Bremen vào ngày 20 tháng 2, 1940. Nó được hạ thủy vào ngày 15 tháng 9, 1940, và nhập biên chế cùng Hải quân Đức Quốc Xã vào ngày 19 tháng 12, 1940 dưới quyền chỉ huy của Hạm trưởng, Đại úy Hải quân Wilhelm Kleinschmidt.

## Lịch sử hoạt động

### Chuyến tuần tra thứ nhất
U-111 khởi hành từ cảng Wilhelmshaven  vào ngày 5 tháng 5, 1941 cho chuyến tuần tra đầu tiên trong chiến tranh. Nó tiến ra Bắc Hải, rồi băng qua khe GIUK giữa quần đảo Faroe và Iceland để hoạt động trong vùng biển Bắc Đại Tây Dương về phía Đông Nam Greenland. Ở vị trí về phía Nam Iceland, nó tấn công và đánh chìm tàu buôn Anh SS Somersby 5.170 GRT, vốn bị phân tán khỏi Đoàn tàu SC 30, vào ngày 13 tháng 5.
Sau đó vào ngày 20 tháng 5, trong khi theo dõi Đoàn tàu HX 126, U-111 lại bắt gặp và tấn công tàu chở dầu Anh San Felix 13.037 GRT, vốn bị phân tán khỏi Đoàn tàu OB 322, ở vị trí 125 nmi (232 km) về phía Đông Nam mũi Farewell, Greenland, nhưng mục tiêu chỉ bị hư hại. Hai ngày sau đó 22 tháng 5, nó đánh chìm tàu buôn Anh Barnby 4.813 GRT thuộc Đoàn tàu HX 126 ở vị trí về phía Tây Nam Iceland. Đến ngày 25 tháng 5, chiếc tàu ngầm được tiếp thêm nhiên liệu và lương thực từ tàu tiếp liệu Belchen. U-111 kết thúc chuyến tuần tra, và đi đến cảng Lorient bên bờ biển Đai Tây Dương của Pháp đã bị Đức chiếm đóng, đến nơi vào ngày 7 tháng 7.

### Chuyến tuần tra thứ hai - Bị mất
U-111 xuất phát từ cảng Lorient vào ngày 14 tháng 8 cho chuyến tuần tra thứ hai, và di chuyển xuống khu vực Nam Đại Tây Dương dọc bờ biển Tây Phi và cho đến tận ngoài khơi Brazil. Tại đây vào ngày 10 tháng 9, nó phóng ngư lôi đánh chìm tàu buôn Hà Lan Marken 5.719 GRT ở vị trí 335 nmi (620 km) về phía Đông Bắc Fortaleza, Ceará, Brazil. Đến ngày 25 tháng 5, nó tiếp tục đánh chìm tàu buôn Anh Cingalese Prince 8.474 GRT ở vị trí về phía Đông Nam đảo São Paulo, Brazil.
Đến ngày 28 tháng 9, trong khi hẹn gặp gỡ các tàu ngầm U-67 và U-68 trong vịnh Tarrafal thuộc quần đảo Cape Verde, U-111 liên can đến hoạt động trong vịnh Tarrafal, một vụ đụng độ với tàu ngầm Anh HMS Clyde. U-111 bị hư hại đáng kể do va chạm với HMS Clyde khi chiếc tàu ngầm Anh tìm cách phóng ngư lôi tấn công U–67. U-111 không thể lặn nên phải lên đường quay trở về căn cứ. Trên đường quay trở về căn cứ vào ngày 4 tháng 10, 1941, U-111 bị chiếc tàu đánh cá vũ trang Anh HMS Lady Shirley thả mìn sâu đánh chìm về phía Tây Nam Tenerife thuộc quần đảo Canary, tại tọa độ 27°10′B 20°24′T / 27,167°B 20,4°T. Trong tổng số 52 thành viên thủy thủ đoàn của U-111, tám người đã tử trận và 44 người sống sót bị bắt làm tù binh chiến tranh.

### "Bầy sói" tham gia
U-111 từng tham gia bầy sói:
- West (13 tháng 5 – 5 tháng 6, 1941)

### Tóm tắt chiến công
U-111 đã đánh chìm được bốn tàu buôn với tổng tải trọng 24.176 GRT, đồng thời gây hư hại cho một tàu buôn khác tải trọng 13.037 GRT:
| Ngày             | Tên tàu          | Quốc tịch      | Tải trọng | Số phận      |
| ---------------- | ---------------- | -------------- | --------- | ------------ |
| 13 tháng 5, 1941 | Somersby         | United Kingdom | 5.170     | Bị đánh chìm |
| 20 tháng 5, 1941 | San Felix        | United Kingdom | 13.037    | Bị hư hại    |
| 22 tháng 5, 1941 | Barnby           | United Kingdom | 4.813     | Bị đánh chìm |
| 10 tháng 9, 1941 | Marken           | Netherlands    | 5.719     | Bị đánh chìm |
| 20 tháng 9, 1941 | Cingalese Prince | United Kingdom | 8.474     | Bị đánh chìm |